# Mézkalauzfélék
A mézkalauzfélék (Indicatoridae) a madarak (Aves) osztályába és a harkályalakúak (Piciformes) rendjébe tartozó család. Négy nem és 17 faj tartozik ebbe a családba.

## Előfordulásuk
Közülük kettő az indo-maláj területen, a többi Afrika trópusi területein honos.

## Megjelenésük
A legtöbb faj színe elmosódott és nem szembetűnő; bár egyesek tollazatában élénk sárga látható. A farktollak külső szegélye világos, az afrikai fajoké fehér.

## Életmódjuk
A család a nevét a feketetorkú mézkalauz (Indicator indicator) viselkedéséről kapta, amelynek egyedei elvezetik a vadméhek fészkeihez a mézfogyasztó állatokat, például a méhészborzot és az embert. Maga a madár méhlárvákkal és méhviasszal táplálkozik, és miután a mézevő emlős kifosztotta a fészket, ő is neki tud látni az élelemnek. Jóllehet a többi faj étrendje is hasonló, ezt a viselkedést nem figyelték meg az összes faj esetén.

## Szaporodásuk
Számos fajról bebizonyosodott, hogy fészekparazita, azaz tojását más madarak – elsősorban a rokon harkályok (Picidae), valamint a Lybiidae- és Megalaimidae-fajok – fészkeibe rakja. A kikelt fióka aztán hegyes csőrével végez a nevelőszülője igazi fiókáival.

## Rendszerezés
A családba az alábbi 4 nem tartozik:
- Prodotiscus Sundevall, 1850 – 3 faj
- Melignomon Reichenow, 1898 – 2 faj
- Indicator Stephens, 1815 – 11 faj
- Melichneutes Reichenow, 1910 – 1 faj

### Fordítás
- Ez a szócikk részben vagy egészben  a   Honeyguide című angol Wikipédia-szócikk ezen változatának fordításán alapul.  Az eredeti cikk szerkesztőit annak laptörténete sorolja fel. Ez a jelzés csupán a megfogalmazás eredetét és a szerzői jogokat jelzi, nem szolgál a cikkben szereplő információk forrásmegjelöléseként.